# Найдьонівка
Найдьо́нівка (до 1945 року — Табулди́; крим. Tabuldı) — село Курманського району Автономної Республіки Крим.
Відстань від райцентру до населеного пункта становить 28 кілометрів по прямій.
У 2023 році у проєкті Постанови Верховної Ради України «Про перейменування деяких населених пунктів Автономної Республіки Крим» село запропоновано перейменувати на Табулди.